# Valle del Sacco
La valle del Sacco, o Media Valle Latina, è situata in massima parte nella provincia di Frosinone e in parte nell'area meridionale della città metropolitana di Roma.

## Definizione geografica
La Valle del Sacco è oggi spesso identificata con l'intera Valle Latina, una regione storico-geografica del Lazio sud-orientale. In realtà, gli studiosi includono nella definizione Valle Latina anche la regione a nord (a sud-est della capitale) e le terre bagnate dal Liri dopo la confluenza col Sacco, da Ceprano a Cassino, sbarrata a sud dai Monti di Rocca d'Evandro, lungo l'antica Via Latina. Dunque la Valle del Sacco è più propriamente la "Media Valle Latina". Secondo l'enciclopedia UTET è il nome geografico proprio del territorio comunemente denominato Ciociaria.

## Storia
Corrisponde in larga parte all'area orientale del Latium vetus di epoca romana, compresa tra i Monti Lepini a ovest e i Monti Ernici a est. Territorio anticamente abitato da popolazioni osco-umbre, nel medioevo fu sottoposto all'autorità pontificia. Il fiume Liri più a sud segnava il confine con i diversi stati meridionali, fino all'unificazione del regno italiano del 1861 e poi al 1870 con l'annessione dello stato romano. Nel 1927 il territorio entrò a far parte della provincia di Frosinone.

## Problemi ambientali

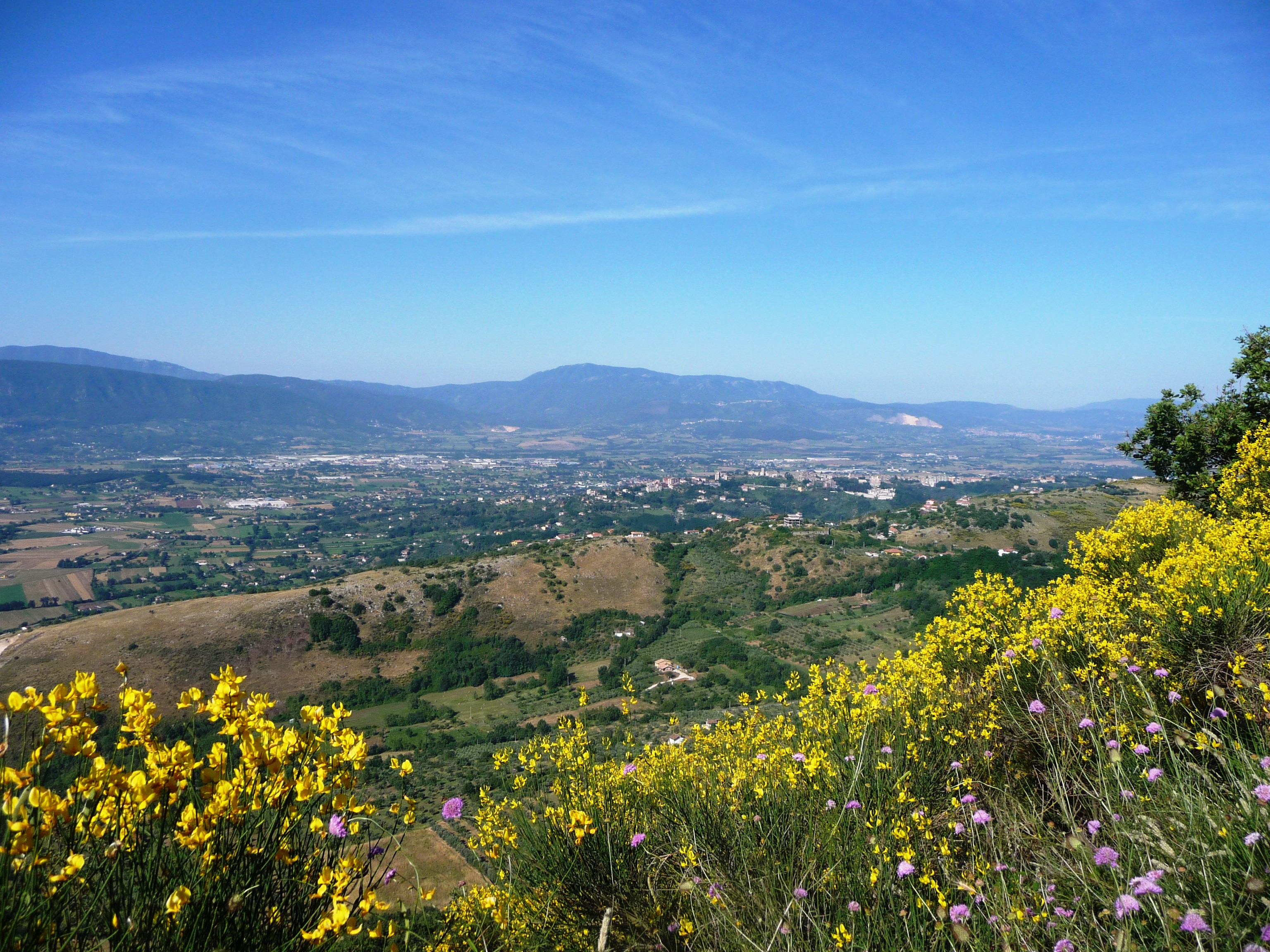
La media Valle del Sacco

Nella valle sud sorge un importante distretto industriale.
Per l'intensa attività industriale e soprattutto chimica, e la creazione di discariche a cielo aperto, si è creato un sovraccarico di inquinanti che negli anni hanno contaminato terreni e falde acquifere della Valle del Sacco. In particolare, il beta-esaclorocicloesano venne usato abbondantemente fino agli anni settanta per la produzione di insetticidi, quindi limitato e infine proibito nel 2001.
Con le acque piovane che colavano nei terreni delle discariche a cielo aperto e si convogliavano nei fossi detti Fosso Savo e Fosso Cupo si creò un inquinamento costante nel fiume Sacco, il quale, esondando periodicamente, nei decenni successivi portò gli inquinanti sui terreni limitrofi a destinazione agricola, generando problemi in tutta la catena alimentare. L'apice si è avuto nel 2005, quando furono trovate 25 mucche morte lungo il fiume nei pressi di Anagni avvelenate dall'arsenico presente nel fiume, e l'esondazione di maggio del fiume portò sul mais, nel fieno, sulle sponde del fiume e nel latte dei bovini un'elevata quantità di sostanze tossiche per l'uomo, vietate in Italia dal 2001 e ha costretto all'abbattimento di bestiame, alla distruzione dei prodotti agricoli e alla chiusura di alcune aziende.

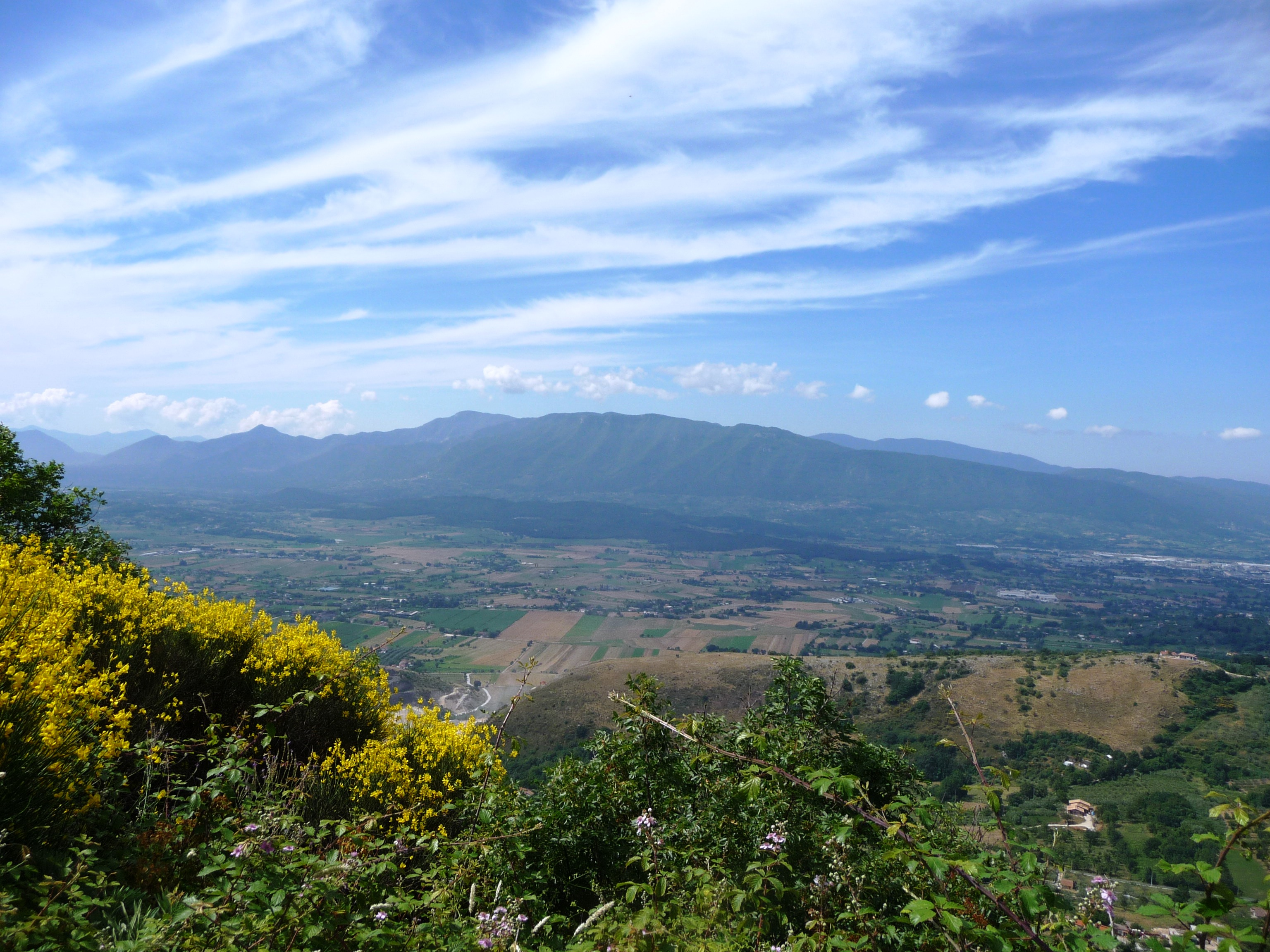
La valle vista dai Monti Ernici, sullo sfondo i Monti Lepini

Nel 2006 è stato dichiarato lo "stato di emergenza socio-economico-ambientale" per la valle del Sacco, e in particolare per i comuni di Colleferro, Gavignano, Segni, Paliano, Anagni, Sgurgola, Morolo, Supino, Ferentino, poi prorogato a più riprese fino al 2009. L'emergenza ambientale sta venendo affrontata con fondi regionali e con bonifiche da alcuni anni. Studi sul terreno nell'area industriale di Colleferro sono stati finanziati dalla Regione Lazio, e da essi emerge che ci sono ancora livelli molto elevati di "esaclorocicloesano, DDE, DDT nei terreni agricoli, e presenza di mercurio, cromo, arsenico, diossine e altre sostanze tossiche nell'area industriale di Colleferro". La gara di appalto europea per la bonifica dell'area di discarica Arpa 1 è stata vinta il 23 gennaio 2009 da RTI-Teseco-Ecodeco di Pisa.
Dal 2005 è in corso un progetto di monitoraggio di lungo periodo della salute della popolazione nell'area della valle del Sacco, in carico al dipartimento di Epidemiologia della ASL Roma e in collaborazione con la ASL Roma G e Frosinone e l'Istituto Superiore di Sanità, al fine di verificare lo stato di salute dei cittadini dell'area. È stato riscontrato un quadro di mortalità e morbosità tra i peggiori nei tre comuni della città metropolitana di Roma rispetto al resto della regione, ma il controllo periodico della popolazione fa sì che non si debbano creare allarmismi, e sulla base delle conoscenze scientifiche dell'Organizzazione mondiale della sanità l'allattamento al seno resta comunque consigliato.